# Phyllolabis mannheimsiana
Phyllolabis mannheimsiana är en tvåvingeart som beskrevs av Nielsen 1961. Phyllolabis mannheimsiana ingår i släktet Phyllolabis och familjen småharkrankar. Inga underarter finns listade i Catalogue of Life.